# Politiques d'intégration en France
Pour un article plus général, voir Immigration en France.
Les politiques d'intégration en France visent les moyens à mettre en place pour accueillir des populations d'origine étrangère, dans l'objectif de préserver le tissu social. Après un long consensus sur le « modèle républicain », avec un alignement des populations arrivantes sur la culture et les valeurs du pays, des discours prônant d'autres modèles ont récemment vu le jour, arguant de l'inéluctabilité de la mondialisation, et de la nécessité de privilégier les revendications culturelles et identitaires des immigrants, dans une logique de respect des communautés.
Ces choix politiques déclenchent des positions passionnelles, les uns craignant les dangers des communautarismes et redoutant une perte de l'identité nationale, les autres craignant les effets pervers d'un « universalisme » qui ne respecterait pas les droits à l'identité des populations, et défendant un « différentialisme ». Ces passions sont sous-tendues par une évolution historique, avec le passage d'une immigration de travail à une immigration de peuplement, et un changement de représentation de l'opinion publique, qui, devant les échecs des institutions « socialisantes » (école, armée, travail, syndicats) perçoit l'immigration comme un problème.
En 2013, le gouvernement veut changer « la manière d'aborder l'intégration » et commande une série de cinq rapports dont la publication intitulée Refondation de la politique d'intégration : relevé de conclusions provoque de vives controverses.

## Refondation de la politique d’intégration

### Chronologie
- 1er février 2013 : publication du rapport Tuot, La grande nation, pour une société inclusive
- Février 2013 : Le Premier ministre annonce la création du projet de Refondation de la politique d’intégration
- Juillet 2013 : Lancement du projet avec la première réunion des experts qualifiés à qui ont été confiés les groupes de travail de la refondation basée sur le rapport Tuot[3].
- 13 novembre 2013 : Les propositions des cinq groupes de travail sont publiées.
- À partir de janvier 2014 : Ces propositions seront débattues par plusieurs ministres[4].

### Sources
- Thierry Tuot, La grande nation pour une société inclusive, rapport au Premier ministre sur la politique d’intégration, 1er février 2013, texte intégral (100 pages).
- Refondation de la politique d’intégration : relevé de conclusions des groupes de travail, ou Rapport du 13 novembre ou Lecture du rapport Tuot, octobre et novembre 2013, 276 pages réparties sur cinq thèmes :
  - Ahmed Boubeker et Olivier Noël, Faire société commune dans une société diverse, 5 novembre 2013, 47 pages.
  - Chantal Lamarre et Murielle Maffessoli, Refondation de la politique d’intégration, rapport du groupe de travail « Connaissance - reconnaissance », s. d., 62 pages.
  - Fabrice Dhume et Khalid Hamdani, Vers une politique française de l'égalité, rapport du groupe de travail « Mobilités sociales » dans le cadre de la « Refondation de la politique d'intégration », novembre 2013, 93 pages.
  - Bénédicte Madelin et Dominique Gential (dir.), Refonder la politique d’intégration, rapport du groupe Protection sociale, 29 octobre 2013, 42 pages.
  - Chaynesse Khirouni et Chantal Talland, L’Habitat, facteur d’integration, octobre 2013, 32 pages.